# Plantago truncata
Plantago truncata là một loài thực vật có hoa trong họ Mã đề. Loài này được Cham. & Schltdl. miêu tả khoa học đầu tiên năm 1826.